# Багинский, Борис Антонович
Бори́с Анто́нович Баги́нский (21.01.1947 — 3.08.2001, Томск) — российский ученый, специалист в области силовой электроники, доктор технических наук, профессор кафедры промышленной и медицинской электроники, чл.-корр. СО Академии наук высшей школы, с 1989 г. по 2001 г. руководил кафедрой промышленной и медицинской электроники Томского политехнического университета.

## Биография
Из семьи рабочих, отец — Багинский Антон Иванович, рабочий совхоза, мать — Багинская Цезара Петровна, швея.
В 1964 году окончил с золотой медалью среднюю школу в городе Талды-Курган.
В 1969 году закончил с отличием Томский политехнический институт (ТПИ), факультет автоматики и вычислительной техники по специальности «промышленная электроника». 
В 1971—1974 годах обучался в аспирантуре ТПИ по специальности «электрофизические установки и ускорители». 
Вся последующая практическая деятельность связана с работой в ТПИ -Томском политехническом университете (ТПУ) на кафедре промышленной и медицинской электроники (ПМЭ) в должностях ассистента, инженера, старшего преподавателя, доцента, ведущего научного сотрудника, заведующего кафедрой ПМЭ, по совместительству младшего научного сотрудника сектора малогабаритных бетатронов НИИ ядерной физики, старшего научного сотрудника НИИ интроскопии. 
Проводил занятия по курсам: «Электронные цепи непрерывного и импульсного действия»; «Основы промышленной электроники».  
Особое внимание, как заведующий кафедрой ПМЭ, уделял новым формам организации учебного процесса, созданию современных учебных лабораторий и соответствующего методического обеспечения. Принял активное участие в создании Центра специализированной довузовской подготовки (г. Талды-Курган), а также в организации многоступенчатого обучения на базе радиомеханического колледжа и университета. 
Руководимая им кафедра участвовала в подготовке специалистов по линии Российско-Американского центра и его инициативе впервые в ТПУ заключены контракты на обучение по этой специальности студентов-иностранцев. 
Борис Антонович был одним из организаторов и активным проводником контрактной системы обучения студентов. Им был подготовлен новый курс «Силовые вентильные преобразователи». Его книга «Бестрансформаторные вентильные преобразователи», используемая при изучении данного курса, отмечена второй премией на конкурсе УМР ТПУ 1992 г. Им были предложены новые дисциплины: «Импульсная электротехника», «Модуляционные формирователи напряжения и тока». Кафедра ПМЭ заключала договора с предприятиями на подготовку специалистов, в том числе индивидуальные, по которым распределялось более 70 % выпускников. 
В первой половине 1990-х гг. им была разработана программа кандидатского экзамена по специальности «силовая электроника», указания к выполнению лабораторных работ и сделан ряд докладов на методических совещаниях и конференциях. Борис Антонович являлся соруководителем проекта «Сибирский научно-учебный центр радиационной диагностики и терапии», выполняемого по Федеральной программе «Интеграция» (выигран конкурс проектов).
Багинский Борис Антонович являлся специалистом в области силовой электроники. Кандидатскую диссертацию на тему «Разработка и исследование систем стабилизации питания импульсных бетатронов» защитил в 1994 г. в ТПИ, докторскую диссертацию на тему «Генераторы и преобразователи с индуктивно-ключевым формированием тока» — в 1995 г. в Институте сильноточной электроники СО РАН. В мае 1996 г. ему присуждена ученая степень доктора технических наук, а в 1997 г. присвоено ученое звание профессора. 
Борисом Антоновичем были предложены и исследованы новые типы генераторов для создания магнитных полей, преобразователи переменного напряжения в постоянное, устройства для заряда емкостных накопителей, формирователи тока для электротехнологий. Перечисленные устройства находят широкое практическое применение. Так, тиристорные генераторы для импульсного возбуждения электромагнитов, разработанные при непосредственном участии Багинского Б. А., входят в состав всех выпускаемых бетатронов, в том числе малогабаритных. Формирователи тока используются в системах очистки воды, установки индукционного нагрева, мощных магнетронных распылительных системах; зарядные устройства в системах питания импульсно-периодических лазеров и пр. В 1997 г. по заказу АО «Томскнефть» под руководством Бориса Антоновича разработаны и внедрены преобразователи напряжений для питания электроинструмента (шлифмашинок) непосредственно от сварочных агрегатов. Разработанные под его руководством регуляторы напряжения для установок индукционного нагрева выпускаются мелкими сериями. Под его научным руководством защищены три кандидатские диссертации, выполнялись разработки по заказам Института сильноточной электроники ТФ СО РАН, НИИ автоматики и электромеханики, Томского линейного производственного управления магистральных газопроводов, ОАО «Томский нефтехимический комбинат». Опубликовано 88 научных работ, в том числе 3 монографии, получено 76 авторских свидетельств и патентов (награжден знаком «Изобретатель СССР»). Багинский Борис Антонович являлся чл.- корр. СО Академии наук высшей школы, чл. двух диссертационных советов по защитам докторских диссертаций и чл. ученого совета ТПУ. Многие годы работал в составе профсоюзного комитета ТПУ, был чл. бюро молодых научных сотрудников факультета.
Супруга — Богинская (дев. Радченко) Галина Николаевна (род. 1949); инженер-программист; дочь Наталия Колмацуй (род. 1969), кандидат медицинских наук; дочь Марина Лидер (род. 1976), кандидат фармацевтических наук.
Увлечения: литература, поэзия/

## Награды и звания
- почётное звание Ленинского стипендиата
- знак «Изобретатель СССР»
- лауреат премии имени Томского политехнического университета
- премия обкома ВЛКСМ в смотре-конкурсе «Девятой пятилетке — ударный труд, мастерство и поиск молодых»
- Медаль ордена «За заслуги перед Отечеством» II степени
- нагрудный знак «Почётный работник высшего образования РФ»

## Основные работы
- Источники питания импульсно-периодических газовых лазеров. В соавт. //Месяц Г. А., Осипов В. В., Тарасенко Ф. П. Импульсные газовые лазеры. — М.: Наука, 1991 — С.216-245;
- Бестрансформаторные преобразователи переменного напряжения в постоянное. — Томск: Изд-во ТГУ, 1990. — 224 с.;
- Импульсная техника на четырёхслойных приборах. — Томск: Изд-во ТПУ, 1974. — 114 с. (в соавт.);
- Образовательный стандарт ТПУ высшего профессионального образования по направлению 550700 «Электроника и микроэлектроника». — Томск: Изд-во ТПУ, 1996 (в соавт.);
- Исследования основных схем выпрямителей и фильтров: метод.указ. — Томск: Изд-во ТПУ, 1996.